# Camp de Lengerich
 (octobre 2024).
Si vous disposez d'ouvrages ou d'articles de référence ou si vous connaissez des sites web de qualité traitant du thème abordé ici, merci de compléter l'article en donnant les références utiles à sa vérifiabilité et en les liant à la section « Notes et références ».
Le camp de Lengerich (A1) est une unité de travail forcé dépendant du camp de concentration de Neuengamme, située au sud-ouest d'Osnabrück, et dont les détenus sont mis à la disposition de la société Vereinigte Leichtmetallwerke de Hanovre, répondant à la SS Führungsstab A I.
À partir de 1942, le cours de la guerre oblige l’Allemagne nazie à enrôler de nouvelles classes de conscrits qui laissent un vide dans les chaînes de production. Pour compenser ces pertes, les autorités mobilisent d’abord la population féminine, puis des travailleurs forcés étrangers, et finalement la population concentrationnaire. Moyennant finances, la SS organise la mise à disposition des déporté(e)s, soit en installant des entreprises à l'intérieur des camps de concentration, soit en détachant des unités de travail forcé dans des ateliers ou sur des chantiers (Kommandos extérieurs) . Sur la durée de la guerre, Neuengamme administre ainsi dans toute l'Allemagne et jusque dans les îles anglo-normandes, près de 90 Kommandos extérieurs (60 masculins et 24 féminins) qui restent rattachés à leur camp d'origine. La gestion de la main-d'œuvre concentrationnaire donne lieu à d'incessants transferts de détenu(e)s qui empêchent parfois de reconstituer un état des lieux précis des effectifs et des pertes.

## Création
Le Kommando extérieur de Lengerich est mis en place le 18 mars 1944. 200 détenus venus du camp de Neuengamme y travaillent dans un tunnel de chemin de fer désaffecté pour y installer un atelier de fraisage souterrain de l’usine Vereinigte Leichtmetallwer.
Le camp est une installation secrète, rebaptisée « Rebhuhn ». La coordination des travaux est assurée par le Jägerstab (état-major de l’aviation de chasse) dans le cadre de son plan de relocalisation en abris souterrains de la production stratégique d'armements.
Les détenus sont logés dans la salle des fêtes de l’auberge Brunsmann. Ils sont gardés par une dizaine de SS et une quarantaine de soldats de la Luftwaffe.

## Travail forcé
Jusqu’en juillet 1944, les détenus sont employés à l’agrandissement des salles souterraines. Ils sont ensuite affectés à la production.
Les détenus qui tentent de s'échapper sont pendus sous les yeux des autres détenus et des ouvriers réquisitionnés. Au total, douze morts sont identifiés.

## Évacuation
Le 1er avril 1945, la SS évacue le camp de Lengerich et les détenus sont transférés au Kommando extérieur A II à Porta Westfalica-Barkhausen.

## Mémorial
En 1996, une plaque commémorative mentionnant l'existence du camp de Lengerich a été apposée en ville.